# Juan Carlos Ferrero
Juan Carlos Ferrero (Onteniente, 12. veljače 1980.), španjolski tenisač.

## Športska karijera
Juan Carlos Ferrero svoj prvi veći uspjeh bilježi još u juniorskim danima, na Roland Garrosu za juniore 1998. dolazi do finala u kojemu ga poražava Fernando Gonzalez. Svoj profesionalni prvonastup imao je u Casablanci 1999. godine. Ferrero prvi puta nastupa na nekome Grand Slamu 1999. godine, na US Openu. Prvi turnir u karijeri osvojio je u Majorca te iste godine. Turnir u Mallorci bio mu je peti turnir na kojemu je nastupio u profesionalnoj karijeri. Ferrerov najveći uspjeh je osvajanje Roland Garrosa 2003. godine. U završnici je pobijedio Nizozemca Martina Verkerka (6:1, 6:3, 6:2). Još je osvajao brojne turnire, ukupno njih 11, a posebno treba izdvojiti osvajanje tri turnira iz Masters serije: dva puta Monte Carlo (2002. i 2003.), te jednom turnir u Rimu (2001.) i Madridu (2003.) godine. Turnir u Madridu je ujedno i posljednji turnir kojega je osvojio. 
Od 8. rujna 2003. do 2. listopada iste godine, bio je prvi igrač svijeta prema službenoj ATP-ovoj ljestvici.

## Osvojeni turniri

### Pojedinačno (11)
| Br. | Nadnevak            | Turnir        | Suparnik u finalu | Rezultat                |
| 1.  | 13. rujna 1999.     | Mallorca      | Àlex Corretja     | 2:6, 7:5, 6:3           |
| 2.  | 4. veljače 2001.    | Dubai         | Marat Safin       | 6:2, 3:1 (predaja)      |
| 3.  | 9. travnja 2001.    | Estoril       | Felix Mantilla    | 7:6(3), 4:6, 6:3        |
| 4.  | 23. travnja 2007.   | Barcelona     | Carlos Moya       | 4:6, 7:5, 6:3, 3:6, 7:5 |
| 5.  | 7. svibnja 2001.    | Rim           | Gustavo Kuerten   | 3:6, 6:1, 2:6, 6:4, 6:2 |
| 6.  | 15. travnja 2002.   | Monte Carlo   | Carlos Moya       | 7:5, 6:3, 6:4           |
| 7.  | 23. rujna 2002.     | Hong Kong     | Carlos Moya       | 6:3, 1:6, 7:6(4)        |
| 8.  | 14. travnja 2003.   | Monte Carlo   | Guillermo Coria   | 6:2, 6:2                |
| 9.  | 28. travnja 2003.   | Valencia      | Christophe Rochus | 6:2, 6:4                |
| 10. | 26. svibnja 2003.   | Roland Garros | Martin Verkerk    | 6:1, 6:3, 6:2           |
| 11. | 13. listopada 2003. | Madrid        | Nicolás Massú     | 6:3, 6:4, 6:3           |

## Vanjske poveznice
- Službena stranica  Arhivirana inačica izvorne stranice od 31. listopada 2020. (Wayback Machine) (šp.)
- Profil na ATP stranicama (engl.)
- Rezultati  Arhivirana inačica izvorne stranice od 2. veljače 2009. (Wayback Machine) (engl.)
- ATP poredak  Arhivirana inačica izvorne stranice od 2. veljače 2009. (Wayback Machine) (engl.)
- Davis Cup rezultati (engl.)
- Juan Carlos Ferrero fansite  Arhivirana inačica izvorne stranice od 14. siječnja 2019. (Wayback Machine) (engl.)